# Клубний чемпіонат світу з футболу 2006
Клубний чемпіонат світу з футболу 2006 року — третій клубний чемпіонат світу, що проходив у Японії з 10 по 17 грудня 2006 року. У розіграші взяли участь шість команд, по одній з кожної конфедерації. Переможцем втретє поспіль став представник Бразилії, цього разу «Інтернасьйонал», який у фіналі обіграв з рахунком 1:0 іспанську «Барселону».

## Формат
Турныр повторював схему попереднього сезону — шість клубів (по одному з кожної континентальної зони) були запрошені на турнір. Чемпіонат був турніром на вибування, де кожна команда грала 2 або 3 матчі. Чемпіони чотирьох «слабких» конфедерацій зустрічалися у чвертьфіналах; переможені розігрували матч за п'яте місце. Переможці та чемпіони двох «сильних» конфедерацій зустрічалися у півфіналах; переможені грали матч за третє місце.

## Учасники
| Команда                  | Конфедерація          | Кваліфікація                             | Попередні участі      |
| Починають з півфіналу    | Починають з півфіналу | Починають з півфіналу                    | Починають з півфіналу |
| ------------------------ | --------------------- | ---------------------------------------- | --------------------- |
| «Барселона»              | УЄФА                  | Переможець Ліги чемпіонів УЄФА (2005/06) | Вперше                |
| «Інтернасьйонал»         | КОНМЕБОЛ              | Володар Кубка Лібертадорес (2006)        | Вперше                |
| Починають з чвертьфіналу |                       |                                          |                       |
| «Чонбук Хенде Моторс»    | АФК                   | Переможець Ліги чемпіонів АФК (2006)     | Вперше                |
| «Америка»                | КОНКАКАФ              | Кубок чемпіонів КОНКАКАФ (2006)          | Вперше                |
| Аль-Аглі                 | КАФ                   | Переможець Ліги чемпіонів КАФ (2006)     | 1 (2005)              |
| Окленд Сіті              | ОФК                   | Чемпіонат клубів Океанії (2006)          | Вперше                |

## Стадіони
| Йокогама                                                                          | Токіо                                                                             | Тойота                                                                            | Йокогама Токіо Тойотаclass=notpageimage\| Місця проведення турніру | Йокогама Токіо Тойотаclass=notpageimage\| Місця проведення турніру | Йокогама Токіо Тойотаclass=notpageimage\| Місця проведення турніру | Йокогама Токіо Тойотаclass=notpageimage\| Місця проведення турніру | Йокогама Токіо Тойотаclass=notpageimage\| Місця проведення турніру |
| Міжнародний стадіон                                                               | Національний стадіон                                                              | «Тойота»                                                                          | Йокогама Токіо Тойотаclass=notpageimage\| Місця проведення турніру | Йокогама Токіо Тойотаclass=notpageimage\| Місця проведення турніру | Йокогама Токіо Тойотаclass=notpageimage\| Місця проведення турніру | Йокогама Токіо Тойотаclass=notpageimage\| Місця проведення турніру | Йокогама Токіо Тойотаclass=notpageimage\| Місця проведення турніру |
| 35°30′36.16″ пн. ш. 139°36′22.49″ сх. д. / 35.5100444° пн. ш. 139.6062472° сх. д. | 35°40′41.00″ пн. ш. 139°42′53.00″ сх. д. / 35.6780556° пн. ш. 139.7147222° сх. д. | 35°05′04.02″ пн. ш. 137°10′14.02″ сх. д. / 35.0844500° пн. ш. 137.1705611° сх. д. | Йокогама Токіо Тойотаclass=notpageimage\| Місця проведення турніру | Йокогама Токіо Тойотаclass=notpageimage\| Місця проведення турніру | Йокогама Токіо Тойотаclass=notpageimage\| Місця проведення турніру | Йокогама Токіо Тойотаclass=notpageimage\| Місця проведення турніру | Йокогама Токіо Тойотаclass=notpageimage\| Місця проведення турніру |
| Місткість: 72,327                                                                 | Місткість: 57,363                                                                 | Місткість: 45,000                                                                 | Йокогама Токіо Тойотаclass=notpageimage\| Місця проведення турніру | Йокогама Токіо Тойотаclass=notpageimage\| Місця проведення турніру | Йокогама Токіо Тойотаclass=notpageimage\| Місця проведення турніру | Йокогама Токіо Тойотаclass=notpageimage\| Місця проведення турніру | Йокогама Токіо Тойотаclass=notpageimage\| Місця проведення турніру |
|                                                                                   |                                                                                   |                                                                                   | Йокогама Токіо Тойотаclass=notpageimage\| Місця проведення турніру | Йокогама Токіо Тойотаclass=notpageimage\| Місця проведення турніру | Йокогама Токіо Тойотаclass=notpageimage\| Місця проведення турніру | Йокогама Токіо Тойотаclass=notpageimage\| Місця проведення турніру | Йокогама Токіо Тойотаclass=notpageimage\| Місця проведення турніру |

## Склади
Кожна команда могла заявити по 23 футболісти, три з яких мають бути воротарями.

## Судді
| Конфедерація | Арбітр                                 | Асистенти                       |
| ------------ | -------------------------------------- | ------------------------------- |
| АФК          | Халіль аль-Гамді Субхіддін Мохд Саллех | Ейса Гулум Хамді аль-Кадрі      |
| КАФ          | Жером Дамон                            | Енок Малефе Селестін Нтагунгіра |
| КОНКАКАФ     | Карлос Батрес                          | Карлос Пастрана Леонель Леаль   |
| КОНМЕБОЛ     | Оскар Руїс                             | Вілсон Берріо Рафаель Янез      |

## Турнір
|  |                      |                   |                      |           | Чвертьфінали       | Чвертьфінали      |   |  | Півфінали | Півфінали |  |  | Фінал                | Фінал |
|  |                      |                   |                      |           |                    |                   |   |  |           |           |  |  |                      |       |
|  |                      |                   |                      |           | 10 грудня – Тойота |                   |   |  |           |           |  |  |                      |       |
|  |                      |                   |                      |           |                    |                   |   |  |           |           |  |  |                      |       |
|  | Окленд Сіті          | 0                 |                      |           |                    |                   |   |  |           |           |  |  |                      |       |
|  | Окленд Сіті          | 0                 | 13 грудня — Токіо    |           |                    |                   |   |  |           |           |  |  |                      |       |
|  |                      |                   | Аль-Аглі             | 2         |                    |                   |   |  |           |           |  |  |                      |       |
|  | Аль-Аглі             | 1                 | Аль-Аглі             | 2         |                    |                   |   |  |           |           |  |  |                      |       |
|  | Аль-Аглі             | 1                 | Матч за 5-те місце   |           |                    |                   |   |  |           |           |  |  |                      |       |
|  |                      |                   | Інтернасьйонал       | 2         |                    |                   |   |  |           |           |  |  |                      |       |
|  | Окленд Сіті          | 0                 | Інтернасьйонал       | 2         |                    |                   |   |  |           |           |  |  |                      |       |
|  | Окленд Сіті          | 0                 | 17 грудня — Йокогама |           |                    |                   |   |  |           |           |  |  |                      |       |
|  | Чонбук Хенде Моторс  | 3                 |                      |           |                    |                   |   |  |           |           |  |  |                      |       |
|  | Чонбук Хенде Моторс  | 3                 | Інтернасьйонал       | 1         |                    |                   |   |  |           |           |  |  |                      |       |
|  | 15 грудня — Токіо    | 15 грудня — Токіо | Інтернасьйонал       | 1         | 11 грудня — Токіо  | 11 грудня — Токіо |   |  |           |           |  |  |                      |       |
|  | 15 грудня — Токіо    | 15 грудня — Токіо |                      | Барселона | 11 грудня — Токіо  | 11 грудня — Токіо | 0 |  |           |           |  |  |                      |       |
|  |                      |                   | Чонбук Хенде Моторс  | Барселона | 0                  |                   | 0 |  |           |           |  |  |                      |       |
|  | 14 грудня — Йокогама |                   | Чонбук Хенде Моторс  |           | 0                  |                   |   |  |           |           |  |  |                      |       |
|  |                      | Америка           | 1                    |           |                    |                   |   |  |           |           |  |  |                      |       |
|  | Америка              | Америка           | 1                    | 0         |                    |                   |   |  |           |           |  |  |                      |       |
|  | Америка              |                   | Матч за 3-тє місце   | 0         |                    |                   |   |  |           |           |  |  |                      |       |
|  |                      |                   | Барселона            | 4         |                    |                   |   |  |           |           |  |  |                      |       |
|  | Аль-Аглі             | 2                 | Барселона            | 4         |                    |                   |   |  |           |           |  |  |                      |       |
|  | Аль-Аглі             | 2                 |                      |           |                    |                   |   |  |           |           |  |  |                      |       |
|  | Америка              | 1                 |                      |           |                    |                   |   |  |           |           |  |  |                      |       |
|  | Америка              | 1                 |                      |           |                    |                   |   |  |           |           |  |  |                      |       |
|  |                      |                   |                      |           |                    |                   |   |  |           |           |  |  | 17 грудня — Йокогама |       |

## Результати

### Чвертьфінали
Зазначений час — місцевий (UTC+9)
| 10/12/2006 19:20 |

| Окленд Сіті | 0 — 2    | Аль-Аглі                |
| ----------- | -------- | ----------------------- |
|             | Протокол | Флавіу 51' Абутріка 73' |

| «Тойота», Тойота Глядачів: 29,922 Суддя: Халіль аль-Гамді (Саудівська Аравія) |

| 11/12/2006 19:20 |

| Чонбук Хенде Моторс | 0 — 1    | Америка           |
| ------------------- | -------- | ----------------- |
|                     | Протокол | Рікардо Рохас 79' |

| Олімпійський стадіон, Токіо Глядачів: 34,197 Суддя: Жером Дамон (ПАР) |

### Півфінали
| 13/12/2006 19:20 |

| Аль-Аглі   | 1 — 2    | Інтернасьйонал            |
| ---------- | -------- | ------------------------- |
| Флавіу 54' | Протокол | Пату 23' Луїс Адріано 72' |

| Олімпійський стадіон, Токіо Глядачів: 33,690 Суддя: Субхіддін Мохд Саллех (Малайзія) |

| 14/12/2006 19:20 |

| Америка | 0 — 4    | Барселона                                        |
| ------- | -------- | ------------------------------------------------ |
|         | Протокол | Гудйонсен 11' Маркес 30' Роналдінью 65' Деку 85' |

| Міжнародний стадіон, Йокогама Глядачів: 62,316 Суддя: Оскар Руїс (Колумбія) |

### Матч за 5 місце
| 15/12/2006 19:20 |

| Окленд Сіті | 0 — 3    | Чонбук Хенде Моторс                                 |
| ----------- | -------- | --------------------------------------------------- |
|             | Протокол | Лі Хен Син 17' Кім Хен Бом 31' Зе Карлос 73' (пен.) |

| Олімпійський стадіон, Токіо Глядачів: 23,258 Суддя: Халіль аль-Гамді (Саудівська Аравія) |

### Матч за 3 місце
| 17/12/2006 16:20 |

| Аль-Аглі         | 2 — 1    | Америка      |
| ---------------- | -------- | ------------ |
| Абутріка 42' 79' | Протокол | Кабаньяс 59' |

| Міжнародний стадіон, Йокогама Глядачів: 51,641 Суддя: Жером Дамон (ПАР) |

### Фінал
| 17.12.2006 19:20 |

| Інтернасьйонал     | 1 — 0    | Барселона |
| ------------------ | -------- | --------- |
| Адріано Габіру 82' | Протокол |           |

| Міжнародний стадіон, Йокогама Глядачів: 67,128 Суддя: Карлос Батрес |

## Статистика турніру

### Положення команд
| Поз. | Команда             | І | В | Н | П | ГЗ | ДП | РГ |
| ---- | ------------------- | - | - | - | - | -- | -- | -- |
| 1    | Інтернасьонал       | 2 | 2 | 0 | 0 | 3  | 1  | +2 |
| 2    | Барселона           | 2 | 1 | 0 | 1 | 4  | 1  | +3 |
| 3    | Аль-Аглі            | 3 | 2 | 0 | 1 | 5  | 3  | +2 |
| 4    | Америка             | 3 | 1 | 0 | 2 | 2  | 6  | −4 |
| 5    | Чонбук Хенде Моторс | 2 | 1 | 0 | 1 | 3  | 1  | +2 |
| 6    | Окленд Сіті         | 2 | 0 | 0 | 2 | 0  | 5  | −5 |

Примітка: Матчі, що завершилися в додатковий час, вважаються як перемоги або поразки, тоді як матчі, що завершилися післяматчовими пенальті, вважаються як нічиї.

## Бомбардири
3 м'ячі
- Мохамед Абутріка (Аль-Аглі)

2 м'ячі
- Флавіу (Аль-Аглі)

1 м'яч
- Адріано Габіру (Інтернасьонал)
- Луїс Адріану (Інтернасьонал)
- Сальвадор Кабаньяс (Америка)
- Деку (Барселона)
- Ейдур Гудйонсен (Барселона)
- Кім Хен Бом (Чонбук Хенде Моторс)
- Лі Хен Син (Чонбук Хенде Моторс)
- Рафаель Маркес (Барселона)
- Алешандре Пату (Інтернасьйонал)
- Рікардо Франсіско Рохас (Америка)
- Роналдінью (Барселона)
- Зе Карлос (Чонбук Хенде Моторс)

### Нагороди
| Золотий м'яч      | Срібний м'яч                   | Бронзовий м'яч          |
| ----------------- | ------------------------------ | ----------------------- |
| Деку ( Барселона) | Педро Іарлей ( Інтернасьйонал) | Роналдінью ( Барселона) |
| Приз за чесну гру |                                |                         |
| Барселона         |                                |                         |